# Oxyde de rubidium
L’oxyde de rubidium est le composé chimique de formule Rb2O.
La teneur en rubidium des minéraux est souvent calculée et citée en termes de Rb2O. En réalité, le rubidium est généralement présent comme un composant de (en fait, une impureté dans) le silicate ou l’aluminosilicate. Une source majeure de rubidium est la lépidolite, KLi2Al(Al,Si)3O10(F,OH)2, dans laquelle le rubidium (Rb) remplace parfois le potassium (K).
Rb2O est un solide de couleur jaune. Les espèces apparentées Na2O, K2O et Cs2O sont incolores, jaune pâle et orange, respectivement.
Les oxydes de métaux alcalins cristallisent dans la structure antifluorite. Dans le motif antifluorite, les positions des anions et des cations sont inversées par rapport à leurs positions dans CaF2, avec les ions rubidium coordonnés par quatre (tétraédriques) et les ions oxyde coordonnés par huit (cubiques).

## Propriétés
Comme les autres oxydes de métaux alcalins, l'oxyde de rubidium est une base solide. Ainsi, il réagit exothermiquement avec l’eau pour former l’hydroxyde de rubidium :
Rb2O + H2O → 2 RbOH.
Le Rb2O est tellement réactif vis-à-vis de l’eau qu’il est considéré comme hygroscopique. Lors du chauffage, Rb2O réagit avec le dihydrogène pour former l’hydroxyde de rubidium et l’hydrure de rubidium :
Rb2O + H2 → RbOH + RbH.

## Synthèse
Pour une utilisation en laboratoire, RbOH est généralement utilisé à la place de l’oxyde. RbOH peut être acheté pour environ 5 $ US/g (2006). L’hydroxyde est plus utile, moins réactif à l’humidité atmosphérique et moins cher que l’oxyde.
Comme pour la plupart des oxydes de métaux alcalins, la meilleure synthèse de Rb2O n’entraîne pas l’oxydation du métal mais la réduction du nitrate anhydre :
10 Rb + 2 RbNO3 → 6 Rb2O + N2.
Typique des hydroxydes de métaux alcalins, le RbOH ne peut pas être déshydraté en oxyde. Au lieu de cela, l’hydroxyde peut être décomposé en oxyde (par réduction de l’ion hydrogène) en utilisant du métal Rb :
2 Rb + 2 RbOH → 2 Rb2O + H2.
Le Rb métallique réagit avec le dioxygène, comme l’indique sa tendance à ternir rapidement dans l’air. Le processus de ternissement est relativement coloré car il se déroule via le Rb6O de couleur bronze et le Rb9O2 de couleur cuivre. Les sous-oxydes de rubidium qui ont été caractérisés par cristallographie aux rayons X comprennent Rb9O2 et Rb6O, ainsi que les sous-oxydes Cs-Rb mélangés Cs11O3Rbn (n = 1, 2, 3).
Le produit final de l’oxygénation de Rb est principalement le RbO2, superoxyde de rubidium :
Rb + O2 → RbO2.
Ce superoxyde peut ensuite être réduit en Rb2O en utilisant l’excès de rubidium métal :
3 Rb + RbO2 → 2 Rb2O.